# Utopia (Travis Scott-album)
Az Utopia Travis Scott amerikai rapper és énekes negyedik stúdióalbuma, ami 2023. július 28-án jelent meg a Cactus Jack és az Epic Records kiadásában. A lemez az Astroworld (2018) és a JackBoys (2019) albumait követi. Az albumon közreműködött KayCyy, Teezo Touchdown, Bon Iver, Sampha, Drake, Playboi Carti, Sheck Wes, Beyoncé, Rob49, 21 Savage, The Weeknd, Yung Lean, Young Thug, James Blake, Westside Gunn, Kid Cudi, Bad Bunny, Future és SZA. A lemeznek nagyon sok producere volt, köztük maga Scott és Blake is, illetve többek között WondaGurl, Kanye West, Allen Ritter, Guy-Manuel de Homem-Christo, Wheezy, Pharrell Williams, Buddy Ross, Vegyn, 30 Roc, Jahaan Sweet, Boi-1da, Vinylz, Tay Keith, BNYX, Oz, the Alchemist, Dom Maker, Illangelo, DVLP és Metro Boomin. Koncepcióalbum, amivel együtt egy film is megjelent, Circus Maximus címen. Öt különböző lemezborítóval rendelkezik.
Két kislemez jelent meg az albumról, a K-pop és a Delresto (Echoes).

## Háttér
2020. július 8-án először, Scott megosztotta az album címét egy Instagram-posztban. Az elnevezést ismét megemlítette egy köszönőlevélben, az Astroworld megjelenésének második évfordulóján. Októberben Scott további információt osztott meg a lemezről Twitteren. A felvételek 2019-ben kezdődtek meg, Scott közösségi média oldalain dokumentálta az eseményeket. 2021 januárjában több ismert előadót és producert, mint Don Toliver, Sheck Wes, Young Thug, Gunna, 21 Savage, Roddy Ricch, Chris Brown, Wheezy, Mustard és Luxury Tax 50 is gyémántokkal kirakott „Utopia” feliratú nyakláncokat viselve lehetett látni.
2021 februárjában egy i-D-interjúban Scott azt nyilatkozta, hogy új előadókkal kezdett el dolgozni, hogy zenei hangzásának változatosságát bővítse. 2022 áprilisában „Utopia” feliratú hirdetőtáblák jelentek meg Kaliforniában. 2021 májusában Mike Dean producer-hangmérnök megosztotta, hogy Scott olyan dalokat kezdett el ismét felvenni, amik leginkább debütáló mixtape-jére, az Owl Pharaoh-ra (2013) hasonlítanak. Scott júniusban azt mondta a lemez stílusáról, hogy leginkább pszichedelikus rock. 2023 februárjában a 2023-as NBA All Star-gálán pedig azt nyilatkozta, hogy az album Don Toliver, Sheck Wes és SoFaygo lemezei után fog csak megjelenni: „Shack Wes You Know The Scouts lemeze a következő, majd Faygo is ki fog adni egy kis EP-t és majd az után jön az Utopia.”

## Kiadás és népszerűsítése
Scott 2021. november 5-én tartotta meg évente megrendezett Astroworld Fesztiválját, ami több, mint tíz ember halálával végződött és több százan megsérültek, miután a közönség őrjöngése közben többeket is megtapostak. Az esemény következtében Scott lemondta a fesztivál második napját és bejelentette, hogy soha többet nem rendezik meg azt.
2022. augusztus 2-án Scott bejelentett egy egy hetes rezidenciát a Zouk Nightclubban, szeptember 17. és 24. között, Las Vegasban, ami a Road to Utopia nevet viselte. Decemberben megosztotta, hogy 2023 elején fog megjelenni a lemez.
2023 májusában több képet is megosztottak Scottról, amin egy ki nem adott Air Jordan 1 cipőt viselt egy Utopia-logóval, míg testőre egy, az album nevét viselő felirattal rendelkező aktatáskát hordozott magával. Mike Dean később Instagramon megosztotta, hogy szerepe volt az album befejezésében. Június 15-én Scottot látták az Abbey Road Studios épületénél, ahogy testőreivel újraalkották a The Beatles legendás Abbey Road-borítóját (1969). Június 27-én Scott frissítette weboldalát az Utopia logójával és egy rendelési kóddal. Nem sokkal később megjelent újabb hirdetőtáblák Los Angelesben, amin egy óra volt látható, aminek következtében a rajongók 2023. július 21-i kiadási dátumra tippeltek. Július 9-én Scott megosztott az albumhoz kapcsolódó videókat, az egyikben Rick Rubin is látható volt. A bejelentés után kiderült, hogy pontos megjelenési dátumról még nem döntött a kiadó. Július 21-én Scott és Chase B megjelentek az iHeartRadio műsorán, hogy népszerűsítsék a K-pop című kislemezt és bemutatták a God’s Country egy részletét is. Július 22-én, fellépése közben a Rolling Loud fesztiválon Scott bejelentette, hogy ez lesz az utolsó alkalom, hogy úgy koncertezik, hogy az Utopia még nem jelent meg és, hogy az album a Circus Maximus filmmel együtt fog kiadásra kerülni. 2023. július 25-én Scott hivatalosan is bejelentette, hogy a lemez három nappal később fog megjelenni. Július 26-án a texasi Utopiában több Utopia-totemet is felfedeztek, amik szirénához hasonló hangot adtak ki.

### A gízai koncert

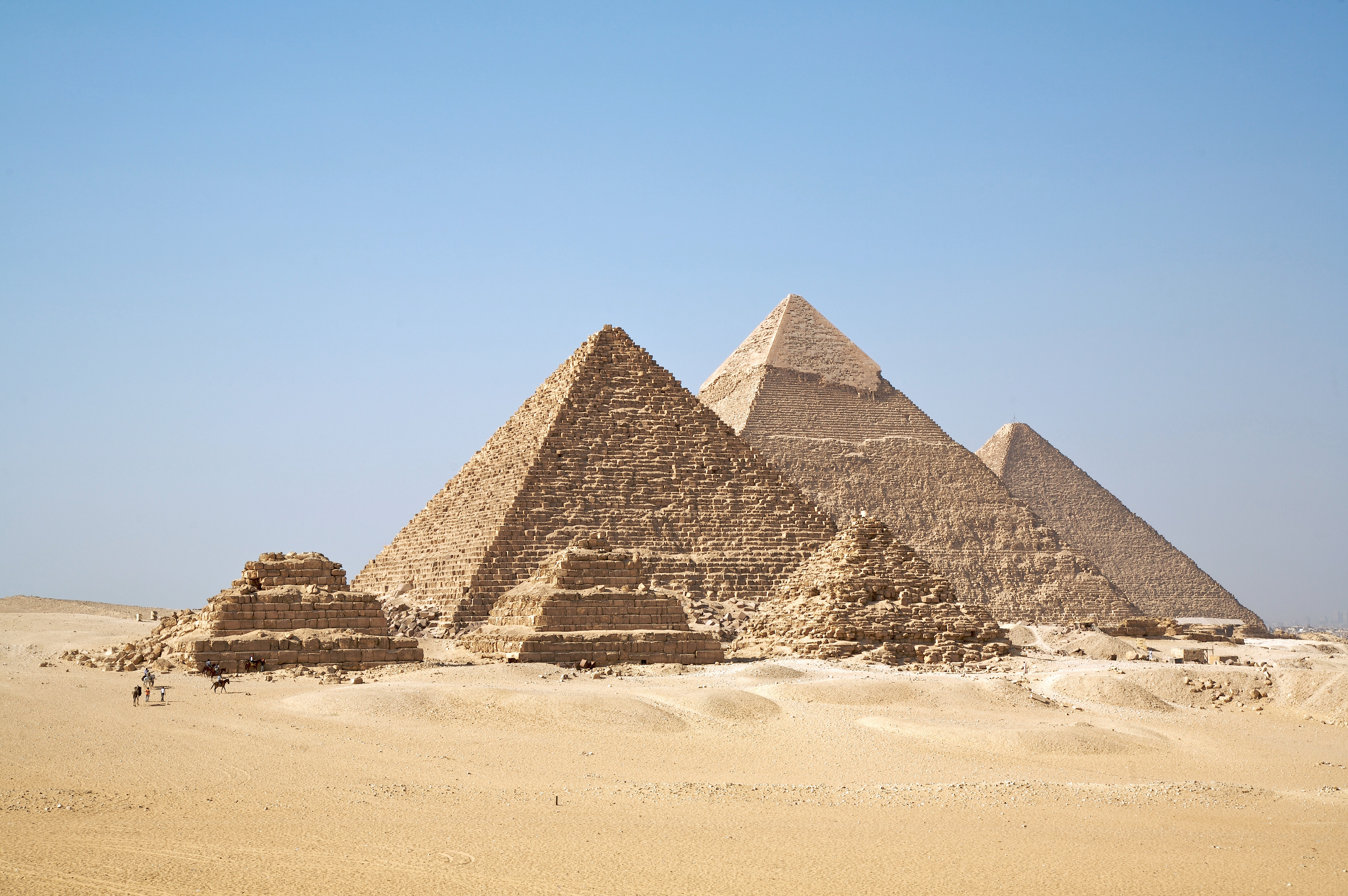
A piramisok, amik előtt a tervek szerint Scott fellépett volna

2023. július elején Scott bejelentett egy koncertet a gízai piramisok közelében július 28-án. 2023. július 17-én hírek kezdtek el terjedni a sajtóban, hogy az Egyiptomi Zenészek Testülete úgy döntött, hogy visszavonja az engedélyt a koncert megrendezésére, miután információt kaptak arról, hogy „milyen rituálék részei az előadó koncertjeinek,” amik „nem egyeznek meg az egyiptomi emberek kulturális identitásával.” Scott menedzsere, David Stormberg ezt cáfolta. A Live Nation, a koncert rendezője is megcáfolta a híreket egy közleményben és bejelentették, hogy a koncert a tervek szerint meg fog történni.
2023. július 26-án a Live Nation Middle East megosztotta, hogy a gízai koncertet lemondták, miután nem tudták felépíteni a színpadot és a szükséges szórakoztató elemeket a sivatagban. Scott erre azzal reagált, hogy megpróbál egy újabb dátumot találni a koncertnek.

## Borító
Az album öt különböző lemezborítóval jelent meg. Az elsőt 2023. július 25-én osztotta meg, amin egy fiatal, leginkább egy zombihoz hasonlító férfi látható, egy autóban ülve. A második borító egy sokszínű absztrakt festmény, amit az elsőhöz hasonlóan is Pieter Hugo készített. A harmadikként kiadott borítón (ami számozása szerint az ötödik), amit Kristina Nagel fényképezett, maga Scott látható, fejjel lefele, vigyorogva.

## Számlista
| Utopia | Utopia             | Utopia | Utopia                                                 | Utopia | Utopia | Utopia | Utopia | Utopia | Utopia |
|        | Cím                | Szerző(k) | Producer(ek)                                           | Hossz  |        |        |        |        |        |
| ------ | ------------------ | --- | ------------------------------------------------------ | ------ | ------ | ------ | ------ | ------ | ------ |
| 1.     | Hyaena             | Jacques Webster II Ebony Oshunrinde Noah Goldstein Michael Dean George Clinton Edward Hazel Derek Shulman Ray Shulman Kerry Minnear Andrew Shallcross | Travis Scott WondaGurl Noah Goldstein Mike Dean        | 3:42   |        |        |        |        |        |
| 2.     | Thank God          | Webster Mark Mbogo Kanye West Allen Ritter Michael Mulé Isaac De Boni Oshunrinde Jahmal Gwin                                                          | Scott West Ritter FnZ WondaGurl BoogzDaBeast           | 3:04   |        |        |        |        |        |
| 3.     | Modern Jam         | Webster Aaron Thomas Guy-Manuel de Homem-Christo Dean                                                                                                 | Scott Guy-Manuel de Homem-Christo Dean                 | 4:15   |        |        |        |        |        |
| 4.     | My Eyes            | Webster Sampha Sisay Justin Vernon Dua Wesley Glass Josiah Sherman Joseph Thornalley Oshunrinde                                                       | Scott Vernon Wheezy Buddy Ross Vegyn WondaGurl         | 4:11   |        |        |        |        |        |
| 5.     | God’s Country      | Webster West Samuel Gloade Dylan Cleary-Krell | Scott 30 Roc Dez Wright                                | 2:07   |        |        |        |        |        |
| 6.     | Sirens             | Webster Jahaan Sweet Goldstein Sherman John Fannon Keith Kabwe Isaac Mpofu                                                                            | Scott Goldstein Ross WondaGurl E*vax                   | 3:24   |        |        |        |        |        |
| 7.     | Meltdown           | Webster Aubrey Graham Matthew Samuels Anderson Hernandez Brytavious Chambers Benjamin Saint-Fort Scotty Coleman                                       | Boi-1da Vinylz Tay Keith BNYX Coleman Skeleton Cartier | 4:06   |        |        |        |        |        |
| 8.     | Fe!n               | Webster Jordan Carter Khadimou Fall Sweet | Scott Sweet                                            | 3:11   |        |        |        |        |        |
| 9.     | Delresto (Echoes)  | Webster Beyoncé Knowles-Carter Vernon James Litherland Chauncey Hollis, Jr. Dean Ritter                                                               | Scott Beyoncé Hit-Boy Dean Ritter                      | 4:34   |        |        |        |        |        |
| 10.    | I Know ?           | Webster Ozan Yildirim Coleman Ross Kobe Hood | Scott Oz Coleman Ross                                  | 3:31   |        |        |        |        |        |
| 11.    | Topia Twins        | Webster Glass Oliver Rodigan | Scott Wheezy Cadenza Wright                            | 3:43   |        |        |        |        |        |
| 12.    | Circus Maximus     | Webster Abel Tesfaye Khalif Brown Goldstein Sweet Dean                                                                                                | Scott Goldstein Sweet Dean WondaGurl                   | 4:18   |        |        |        |        |        |
| 13.    | Parasail           | Webster Jonatan Håstad David Chappelle Sweet Goldstein Ross Thornalley Anthony Ruiz                                                                   | Scott Sweet Goldstein Ross Vegyn Athros                | 2:34   |        |        |        |        |        |
| 14.    | Skitzo             | Webster Jeffery Williams Oshunrinde Douglas Ford Samuels Sweet India Simpson                                                                          | Boi-1da Sweet                                          | 6:06   |        |        |        |        |        |
| 15.    | Lost Forever       | Webster Litherland Alvin Worthy Alan Maman Dominic Maker Ford                                                                                         | Scott James Blake The Alchemist Dom Maker              | 2:43   |        |        |        |        |        |
| 16.    | Looove             | Webster Scott Mescudi Pharrell Williams | Scott Pharrell Ross                                    | 3:46   |        |        |        |        |        |
| 17.    | K-pop              | Webster Benito Ocasio Tesfaye Carlo Montagnese Saint-Fort Samuels Sweet Bigram Zayas                                                                  | Illangelo BNYX Boi-1da Sweet DVLP                      | 3:05   |        |        |        |        |        |
| 18.    | Telekinesis        | Webster Nayvadius Wilburn Solána Rowe West Sweet Nima Jahanbin Paimon Jahanbin Edgar Nabeyin Panford Victory Boyd Gwin                                | Scott BoogzDaBeast West Sweet Hudson Mohawke           | 5:53   |        |        |        |        |        |
| 19.    | Til Further Notice | Webster Litherland Shéyaa Bin Abraham-Joseph Leland Wayne                                                                                             | Blake Metro Boomin                                     | 5:14   |        |        |        |        |        |
| 73:27  |                    | |                                                        |        |        |        |        |        |        |

Közreműködők
- Hyaena: Derek Shulman és George Clinton
- Thank God: KayCyy, Teezo Touchdown, Stormi Webster
- Modern Jam: Teezo Touchdown
- My Eyes: Sampha és Justin Vernon
- Sirens: John Fannon és Drake
- Meltdown: Drake
- Fe!n: Playboi Carti és Sheck Wes
- Delresto (Echoes): Beyoncé és Justin Vernon
- Topia Twins: 21 Savage és Rob49
- Circus Maximus: The Weeknd és Swae Lee
- Parasail: Yung Lean és Dave Chappelle
- Skitzo: Young Thug
- Lost Forever: James Blake, Westside Gunn, Chuck Senrick
- Looove: Kid Cudi
- K-pop: Bad Bunny és The Weeknd
- Telekinesis: Future és SZA
- Til Further Notice: James Blake és 21 Savage

## Slágerlisták
| Slágerlista (2023)                            | Legmagasabb pozíció |
| --------------------------------------------- | ------------------- |
| Ausztrália (ARIA)                             | 1                   |
| Ausztrália (ARIA Hip Hop/R&B Albums)          | 1                   |
| Ausztria (Ö3 Austria Top 40)                  | 1                   |
| Belgium (Ultratop Flandria)                   | 3                   |
| Belgium (Ultratop Vallónia)                   | 1                   |
| Csehország (ČNS IFPI Albums Top 100)          | 1                   |
| Dánia (Hitlisten Album Top 40)                | 1                   |
| Egyesült Királyság (UK Albums Chart)          | 1                   |
| Egyesült Királyság (UK R&B Albums)            | 3                   |
| Finnország (Musiikkituottajat Albumit Top 50) | 1                   |
| Franciaország (SNEP Album Top 100)            | 1                   |
| Hollandia (Dutch Charts Album Top 100)        | 1                   |
| Izland (Plötutíðindi)                         | 1                   |
| Írország (IRMA Top 100 Artist Album)          | 1                   |
| Japán (Oricon)                                | 20                  |
| Japán (Billboard Japan Hot Albums)            | 63                  |
| Kanada (Billboard Canadian Albums Chart)      | 1                   |
| Litvánia (AGATA)                              | 2                   |
| Magyarország (MAHASZ Top 40 albumlista)       | 1                   |
| Németország (Offizielle Top 100)              | 2                   |
| Norvégia (VG-lista Album Top 40)              | 1                   |
| Olaszország (FIMI)                            | 1                   |
| Spanyolország (PROMUSICAE Top 100 Álbumes)    | 2                   |
| Svájc (Schweizer Hitparade Top 100 Albums)    | 1                   |
| Svédország (Sverigetopplistan)                | 1                   |
| Szlovákia (ČNS IFPI)                          | 1                   |
| USA Billboard 200                             | 1                   |
| USA Top R&B/Hip-Hop Albums (Billboard)        | 1                   |
| Új-Zéland (RMNZ)                              | 1                   |